# Papaipema aweme
Papaipema aweme é uma espécie de mariposa da família Noctuidae. Pode ser encontrada na América do Norte.
O número MONA ou Hodges para Papaipema aweme é 9504.